# Tučepi

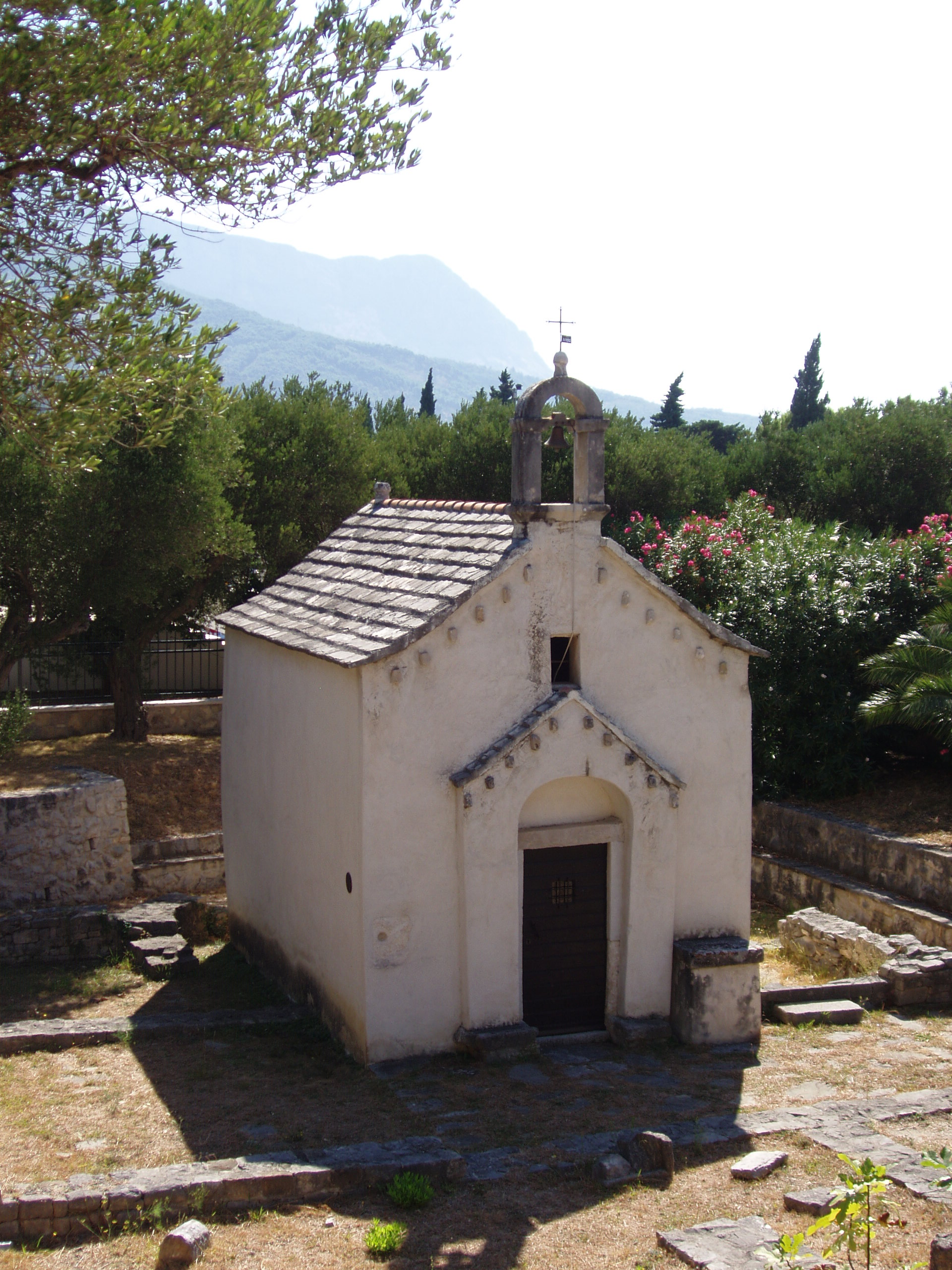
La chiesetta di San Giorgio costruita su antichi resti romani.

Tučepi (in passato in italiano Tucepi, Tucepa o Laurento) è un comune della Croazia appartenente alla regione spalatino-dalmata.
La cittadina si è sviluppata soprattutto negli anni sessanta del XX secolo, quando è cominciata la costruzione delle case nel piccolo paesetto di Kraj (Paese) sulla costa. Da quel periodo, Tučepi si è gradualmente modernizzata ed è diventata una rinomata località turistica, che conta 1.763 cittadini. A Tučepi si trova un porto turistico per barche da pesca, da diporto e yacht.

## Località
Il comune di Tučepi non è suddiviso in frazioni.